# Hagesias von Syrakus
Hagesias von Syrakus (altgriechisch Ἀγησίας) war ein im 5. Jahrhundert v. Chr. lebender Olympiasieger der Olympischen Spiele.
Hagesias war Sohn des Sostratos aus einem in Syrakus eingebürgerten Zweig der Iamiden, die am Altar des Zeus in Olympia fungierten. Es war die Gewohnheit der Iamiden, Orakel sprechend umherzuwandern, vornehmlich bei den Spartanern und übrigen Doriern sowie bei den Arkadern. So war einer der Vorfahren des Hagesias, vermutlich von Stymphalos, nach Korinth gekommen und hatte den Archias begleitet, als dieser Syrakus zu gründen auszog. Hagesias teilte die Neigung der Iamiden zu gymnischen Kämpfen und trug 468 v. Chr. den Sieg beim Maultierrennen in Olympia davon. Diesen Sieg bei den 78. Olympischen Spielen feiert Pindar in der sechsten olympischen Ode. Er stand im militärischen Dienst des Tyrannen Hieron I. von Syrakus und wurde nach dessen Tod (467 v. Chr.) vom Volk ermordet.